# Tropidion flavum
Tropidion flavum là một loài bọ cánh cứng trong họ Cerambycidae.